# 강예솔
강예솔(1983년 4월 30일 ~ )은 대한민국의 배우이다. 중앙대학교 연극영화과 학사 조유진 PD의 권유로 연기를 시작했다. 2006년 미스춘향 진 출신으로, 2011년 MBC 드라마 《마이 프린세스》에 이설(김태희 분)의 언니 이단 역으로 출연하면서 얼굴을 알렸다. 동국대학교 연극학부를 편입해서 졸업하였다.

## 학력
- 계원예술고등학교 (연극영화과 / 졸업)
- 동국대학교 (연극영화과 / 학사)

## 생애
강예솔은 경상북도 선산군 해평면 월호리에서 1남1녀 중 첫째로 태어났다. 본명은 임일규로, ‘일규’라는 이름은 그녀가 태어나기 전 어머니 꿈에 나타났던 산신령이 지어준 것이다. 자라면서 덤프트럭 바퀴에 깔리거나 달리는 자동차에 치이는 등 4번의 대형 사고를 겪었지만 이름 덕분인지 별 탈이 없었다. 후에 이름을 바꾸는 것도 고려했지만 과거에 이름 때문에 살아난 것이라며 가족들이 반대해 바꾸지 못했다.
그녀를 미스코리아로 키우고 싶었던 아버지의 영향으로 이후 이론을 공부했다. 대학에서 연기 교사를 꿈꾸며 교직 이수를 하던 중, 우연히 오디션을 보는 친구를 따라갔다가 당시 SBS 시트콤 《귀엽거나 미치거나》의 연출자였던 조유진에게 연기를 해보라는 권유를 받고 연기자의 길에 들어서게 되었다.
2005년 말 연예 기획사와 전속 계약을 맺고 활동을 시작하였다. 이듬해 5월 전국춘향선발대회에 나가 춘향 진에 뽑히면서 주목을 받았다. 같은 해 10월에는 소속사와 전속계약 문제로 법적 분쟁이 있었다. 2007년 9월부터 일본 수출용 소주 광고에 출연하면서 일본에 얼굴이 알려졌고, 이것이 계기가 되어 2010년 9월에는 일본 프로 야구 니혼햄-소프트뱅크 전에서 시구를 하기도 했다.
2011년 방송된 MBC 드라마 《마이 프린세스》에서  극중 김태희의 언니로 출연하면서부터 시청자들에게 주목받기 시작했으며, 2012년에는 케이블 채널 tvN 드라마  《로맨스가 필요해 2012》에서 첫 주역을 맡았다. 같은 해 6월에는 뮤지컬 배우 홍광호와 열애중인 사실이 언론에 공개되었다.
2014년에는 KBS  드라마 《순금의 땅》에서 주연을 맡았다.

## 출연 작품

### 드라마
| 연도 | 제목                          | 역할        | 방송사 | 비고                 |
| ---- | ----------------------------- | ----------- | ------ | -------------------- |
| 2006 | 점프2                         | 설아        | EBS    | 〈차차웅의 비밀〉 편 |
| 2006 | 화랑전사 마루                 | 남모        | KBS    |                      |
| 2007 | 키드갱                        | 영희/미연   | OCN    |                      |
| 2008 | 밤이면 밤마다                 | 이미영      | MBC    |                      |
| 2009 | 자명고                        | 소소        | SBS    |                      |
| 2011 | 마이 프린세스                 | 이단        | MBC    |                      |
| 2011 | 당신이 잠든 사이              | 오신혜      | SBS    |                      |
| 2011 | 총각네 야채가게               | 서영        | 채널A  |                      |
| 2012 | 로맨스가 필요해 2012          | 우지희      | tvN    |                      |
| 2012 | 대풍수                        | 과부촌 여인 | SBS    |                      |
| 2013 | KBS 드라마 스페셜 연작 시리즈 | 한서영      | KBS    | 〈동화처럼〉 편      |
| 2014 | 정도전                        | 양지        | KBS    |                      |
| 2014 | 순금의 땅                     | 정순금      | KBS    |                      |
| 2015 | 심야식당                      | 미영        | SBS    | 특별출연             |

### 영화
| 연도 | 제목                | 역할          | 비고 |
| ---- | ------------------- | ------------- | ---- |
| 2006 | 잔혹한 출근         | 지구대 여순경 |      |
| 2007 | 69년 7월, 달의 궁전 |               |      |

### 예능
- 강심장 146회 (2012년 9월 18일, SBS)
- 강심장 147회 (2012년 9월 25일, SBS)

### 뮤직 비디오
- 2008년 〈Never Say Goodbye〉 (먼데이 키즈)